# 長谷川里桃
長谷川 里桃（はせがわ りも、1998年11月24日 - ）は、日本の女優、声優。静岡県出身。

## 経歴
2013年から雑誌等やドラマ、CM等に出演
。『美少女戦士セーラームーン』や、『キューティーハニー』『舞台 プロジェクト東京ドールズ』を始めとする舞台で多く活動している。『けものフレンズ3』等のゲームへの声優としての出演も行なっている。
研音、砂岡事務所、フリーを経て、2021年1月からmitt managementへ所属、2024年10月、退所

## 出演作品

### 映画
- 黒崎くんの言いなりになんてならない（2016年、日活） - 山田菜摘 役[6]
- チア☆ダン〜女子高生がチアダンスで全米制覇しちゃったホントの話〜（2017年、東宝）
- ピーチガール（2017年、松竹）[7]

### テレビドラマ
- 黒崎くんの言いなりになんてならない（2015年12月22日・23日、日本テレビ） - 山田菜摘 役[8]
- 僕と私の、ひらパー姉さん（2016年、朝日放送） - 大隅美代子 役[9]

### 舞台
- ネルケプランニング「美少女戦士セーラームーン」 - 愛野美奈子 / セーラーヴィーナス 役
  - 美少女戦士セーラームーン -Amour Eternal-[10]
    - 東京公演（2016年10月15日 - 23日、AiiA 2.5 Theater Tokyo）
    - 福岡公演（2016年10月29日 - 30日、キャナルシティ劇場）
    - 大阪公演（2016年11月3日 - 5日、サンケイホールブリーゼ）
    - 北海道公演（2017年3月11日 - 12日、恵庭市民会館大ホール）[11]

  - 美少女戦士セーラームーン -Le Mouvement Final-[12]
    - 東京公演（2017年9月8日 - 18日、AiiA 2.5 Theater Tokyo）
    - 愛知公演（2017年9月23日 - 24日、アイプラザ豊橋）
    - 愛知公演（2017年9月29日 - 10月1日、梅田芸術劇場 シアター・ドラマシティ）

  - 『美少女戦士セーラームーン』30周年記念 Musical Festival -Chronicle-（2022年11月19日、品川プリンスホテル ステラボール）日替わりゲスト[13]
- 第57回水戸黄門まつり（2017年8月4日 - 6日、水戸市）
- ADKアーツ「かくりよの宿飯」 - お涼 役[14]
  - 東京公演（2018年9月5日 - 9日、新宿・シアターサンモール）
  - 福岡公演（2018年9月13日 - 16日、西鉄ホール）
- AiiA presents「刀使ノ巫女」（2018年11月10日 - 14日、天王洲 銀河劇場） - 古波蔵エレン 役[15]
- アリスインプロジェクト「悪魔inデッドリースクール」（2019年1月16日 - 20日、コフレリオ新宿シアター） - 主演・牧川アカネ 役[16]
- 「舞台 プロジェクト東京ドールズ」（2019年2月27日 - 3月10日、新宿村LIVE） - レイナ 役[17]
  - 「舞台 プロジェクト東京ドールズ THE GARDEN / SKY TOWER」（2021年2月20日 - 28日、シアター1010）[18]
- Girls Rock Theater『DIGITAL HOMUNCULUS』（2019年8月1日 - 4日、渋谷GUILTY） - ミサキ 役[19]
- ネルケプランニング『舞台けものフレンズ「JAPARI STAGE!」～おおきなみみとちいさなきせき～（2019年9月27日 - 10月6日、品川プリンスホテル クラブeX） - アフリカゾウ 役[20]
- LIVEDOG GIRLS『レディ・ア・ゴーゴー!! 2019』（2019年12月7日 - 15日、新宿村LIVE）[21]
- Cutie Honey Emotional（2020年2月6日 - 9日、サンシャイン劇場） - メイドクロー 役[22]
  - キューティーハニー The Live〜秋の文化祭〜（2020年9月30日 - 10月4日、シアター1010）[23]
  - キューティーハニー CLIMAX（2021年6月17日 - 20日、シアター1010）
- CCCreation Presents リーディングシアターVol.1「RAMPO in the DARK」（2020年7月10日 - 24日、無観客公演配信（同年6月に神田明神ホールにて収録））[24][25]
- ピウス企画「オールドメイド」（2020年11月26日 - 12月6日、ザ・ポケット） - 守屋千咲 役[26]
- GORIZO STAGE Vol.4「天才的脱兎」（2021年5月2日 - 5日、無観客公演配信（浅草九劇にてライブ配信））[27]
- ピウス『アサルトリリィ・御台場女学校編』  - 長沢雪 役
  - The Singular Ability （2021年8月20日 - 29日、紀伊國屋ホール） [28][29]
  - The Battle to Overcome（2023年2月3日 - 12日、こくみん共済 coop ホール / スペース・ゼロ）[30]
  - The Snowdrop（2024年8月1日 - 11日、紀伊國屋サザンシアター TAKASHIMAYA）
- シュートOUT!! 南校女子ホッケー部物語（2022年1月19日 - 23日、新宿村LIVE） - 吉祥みやび 役[31]
- 少女文學演劇（2）「王妃の帰還」（2022年3月20日 - 27日、博品館劇場） - リンダ・ハルストレム 役[32]
- 舞台「炎炎ノ消防隊」 - ヒロイン・茉希尾瀬 役
  - -地下からの奪還-（2022年9月17日 - 10月2日、サンシャイン劇場 他）[33]
  - -五つ目の柱-（2023年3月24日 - 4月2日、メルパルク大阪 ホール 他）[34]
- 舞台「キミと僕の最後の戦場、あるいは世界が始まる聖戦」（2022年10月20日 - 24日、シアター1010 / 11月10日・13日、COOL JAPAN PARK OSAKA TTホール） - 仮面卿オン 役[35]
- ミュージカル「コードギアス 反逆のルルーシュ 正道に准ずる騎士」（2023年9月16日 - 10月1日、京都劇場 他） - シャーリー・フェネット 役[36]
- 魔法歌劇 アルマギア〜Episode.0〜（2023年11月2日 - 5日、シアター1010） - ケラ・ジュリィ 役
- 青空メロディーズ～We are baseball girls!!～（2024年2月1日 - 2月4日、大塚・萬劇場） - 浜辺凪咲 役[37]
- 五反田タイガー 14th Stage「ペインティング・バーレスク〜天使がいた場所〜」（2024年2月28日 - 3月3日、六行会ホール）[38]
- 「Change the World[39]」（2024年6月8日 - 16日、池袋・サンシャイン劇場） - 秋山玲子 / 夕張マカ 役[40]

### CM
- 鈴乃屋（2014年 - 2015年）[41]
- 沖電気工業（2016年）[42]

### 雑誌
- 音夏祭 〜研音ガールズイベント〜（2015年、YOUPRESS）[43]
- 音夏祭 〜研音ガールズイベント〜（2016年、YOUPRESS）[44]
- キャラクターランドVol.9（2016年、徳間書店）
- 月刊Audition11月号（2016年、白夜書房）

### Web番組
- FRESH! 舞台公式チャンネル ミュージカル「美少女戦士セーラームーン」-Amour Eternal- 北海道初上陸記念（2016年）
- 石川由依・長谷川里桃のお茶の間たいむ！（2021年 、ニコニコ動画）[45]

### テレビアニメ
- 闇芝居（2018年 - 2019年）
- シャインポスト（2022年） - 祇園寺雪音 役[46]
- BanG Dream! Ave Mujica（2025年） - 客D 役

### 劇場用アニメ
- 劇場版 マジンガーZ / INFINITY（2018年、東映） - ナース 役[47]

### ゲーム
- けものフレンズ3（2019年）- アフリカゾウ 役[48]
- アズールレーン（2019年）- U-73 役
- フィーバーダンク（2020年）- 澪 役[49]
- ALTDEUS: Beyond Chronos（2020年[50]）
- ブラック・サージナイト（2021年） - ラングレー 役
- アフターイメージ（2023年） - アリス 役
- シャインポスト Be Your アイドル!（2025年） - 祇園寺雪音 役[51]）

### 朗読劇
- オンライン朗読劇「葉桜と魔笛」（2020年7月）[52]

### オーディオブック
- 葉桜と魔笛 （2020年）- ナレーター[53]

## ディスコグラフィ

### キャラクターソング
| 発売日         | 商品名                                | 歌    | 楽曲                                                                                | 備考                                             |
| -------------- | ------------------------------------- | ----- | ----------------------------------------------------------------------------------- | ------------------------------------------------ |
| 2022年8月17日  | ワンダー・スターター/パレットガールズ | TINGS | 「ワンダー・スターター」                                                            | テレビアニメ『シャインポスト』オープニングテーマ |
| 2022年8月17日  | ワンダー・スターター/パレットガールズ | TINGS | 「パレットガールズ」                                                                | テレビアニメ『シャインポスト』エンディングテーマ |
| 2022年9月19日  | Life goes on!                         | TINGS | 「Life goes on!」                                                                   | 『シャインポスト』関連曲                         |
| 2022年9月19日  | Snow Leaves                           | TINGS | 「Snow Leaves」                                                                     | 『シャインポスト』関連曲                         |
| 2022年9月19日  | 春風に乗って                          | TINGS | 「春風に乗って」                                                                    | 『シャインポスト』関連曲                         |
| 2022年10月26日 | SHINEPOST Character Song Collection   | TINGS | 「TOKYO WATASHI COLLECTION」 「一歩前ノセカイ」 「Yellow Rose」 「Be Happy Time!!」 | 『シャインポスト』関連曲                         |
| 2022年10月26日 | SHINEPOST Character Song Collection   | TINGS | 「Be Your Light!!」 「On Your Mark!!」                                              | テレビアニメ『シャインポスト』挿入歌             |